# 77. (indijska) pehotna brigada
77. (indijska) pehotna brigada (angleško 77th Indian Infantry Brigade) je bila pehotna brigada britanske Indijske kopenske vojske, ki je bila ustanovljena junija 1942 v Indiji kot jedro činditov.
Marca 1945 je bila preoblikovana v 77. (indijsko) padalsko brigado ter vključena v 44. (indijsko) zračnoprevozno divizijo.

## Organizacija
1942–1943
- 13. bataljon Kraljevega polka (Liverpool),
- 3. bataljon 2. polk gurških strelcev,
- 2. bataljon polka Burmanskih strelcev,
- 142. komandoška četa
- odred RAF
- 3. bataljon 9. polka gurških strelcev (januar - avgust 1944)
- 12. bataljon Nigerijskega polka (april - maj 1944)
- 7. bataljon Nigerijskega polka (april - maj 1944)

1943–1945
- 3. bataljon 6. polka gurških strelcev
- 1. bataljon Kraljevega polka (Liverpool)
- 1. bataljon, The Lancashire Fusiliers
- 1. bataljon, The South Staffordshire Regiment[1]